# Carlos Fonseca Amador
Carlos Fonseca Amador (Matagalpa, 1936. június 23. – 1976. november 8.)
A sandinista nicaraguai forradalmi mozgalom egyik megalapítója és vezetője. 
Középosztályból származott. Középiskolai tanulmányai elvégzése után joghallgató lett. Hamarosan bekapcsolódott a diktatúraellenes diákmozgalomba, emiatt 1956-ban, majd később több alkalommal is letartóztatták.
A kubai forradalom győzelme után többször ellátogatott Kubába.
A kezdeti kudarcok miatt 1962 júniusában a felkelők vezetői úgy döntöttek, hogy a mozgalom szervezését és irányítását, valamint a fegyveres harcokra való felkészülést áthelyezik Hondurasnak a Nicaraguával határos területeire.
Amador 1964 májusában visszatért Nicaraguába. Néhány hét múlva letartóztatták.